# Veonity
Veonity je švédská powermetalová hudební skupina založená v roce 2013 ve městě Vänersborg. Ten samý rok vydala na vlastní náklad extended play Live Forever a o dva později roky debutové album Gladiator's Tale. Na tom se jako hlavní zpěvák podílel host Marcus Brander de Silva, část jedné skladby pak nazpíval také Tommy Johansson. Na následujícím albu Into the Void vydaném v roce 2016 skupina zpracovala koncepční příběh z budoucnosti a zpěvu se ujal Anders Sköld, který v kapele zároveň hraje na kytaru.
Veonity podle vlastních slov čerpají inspirace ze zvuku švédské a německé hudební scény z pozdních devadesátých let. Zároveň také ve svých skladbách nepoužívají žádné symfonické zvuky, jak je to u power metalu obvyklé.

## Sestava
- Anders Sköld – zpěv, kytara
- Samuel Lundström – kytara
- Kristoffer Lidre – basový kytara
- Joel Kollberg – bicí

## Diskografie
- Live Forever (EP, 2013)
- Gladiator's Tale (2015)
- Into the Void (2016)